# Twenty One Pilots

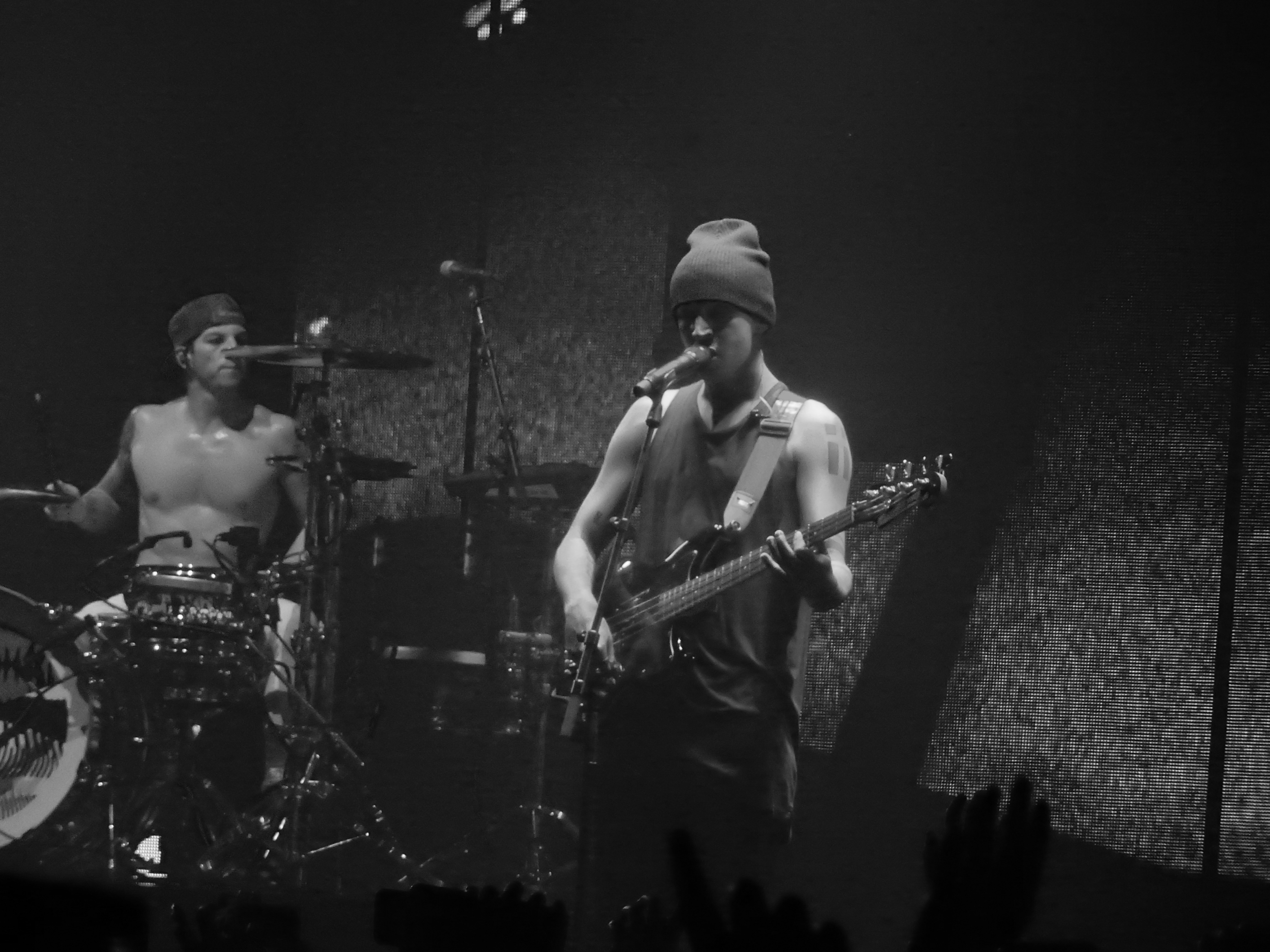
Twenty One Pilots 2016

Twenty One Pilots és un duet musical estatunidenc originari de Columbus (Ohio). El grup es va formar en el 2009 i agrupa a Tyler Joseph i Josh Dun. Abans de firmar un contracte amb Fueled By Ramen el 2012 van treure dos àlbums de forma independent, Twenty One Pilots el 2009 i Regional At Best el 2011. El 2013, van llançar el seu primer àlbum d'estudi, Vessel, amb Fueled by Ramen.

## Història

### 2009-2011: Formació i àlbum homònim
El grup es va formar el 2009 a Columbus, Ohio pels amics de la Universitat, Tyler Joseph, Nick Thomas i Chris Salih. A Joseph se li va acudir el nom del grup mentre estudiava All My Sons d'Arthur Miller, una obra sobre un pare de família que subhastava peces per a avions durant la Segona Guerra Mundial. En el moment d'entregar la seva mercaderia, aquest es va adonar que les seves peces eren defectuoses i ell arriba a una cruïlla moral: o feia el correcte no enviant les peces, però embrutant el seu nom; o les subhastava defectuoses pel benestar de la seva família i la del seu negoci. Sabent això, de totes maneres va enviar les peces, cosa que va provocar la mort de vint-i-un pilots. L'home es va omplir de pena i al final de l'obra es va suïcidar. Joseph explica que el dilema moral de la història va ser la inspiració pel nom del grup. El 29 de desembre del 2009, van llançar el seu àlbum independent i van començar un tour a Ohio. El 2010, el grup va llançar dues cançons inèdites oficialment al seu compte a SoundCloud. La primera, una cançó original, titulada Time To Say Goodbye, i un cover de Jar Of Hearts de Christina Perri. Encara que originalment la cançó era de descàrrega gratuïta, es va desactivar l'opció. A mitjans del 2011, Thomas i Salih van abandonar el grup a causa de la seva apretada agenda i Joseph es va unir amb Josh Dun. Els dos van publicar el seu comiat a la pàgina de Facebook oficial del grup.

### 2011-2012:Regional at Besti el contracte discogràfic amb Fueled by Ramen
El seu segon àlbum independent, Regional At Best, es va llançar el 8 de juliol del 2011 amb un nou alineament que solament consta de Tyler Joseph i Josh Dun. L'àlbum va venir acompanyat d'un concert de llançament gratuït als terrenys de l'escola secundària de New Albany (Ohio). Tot i que Salih i Thomas van estar involucrats en la conceptualització de l'àlbum, ni ells ni Dun afirmen haver tingut molta implicació amb la seua producció, que va ser gestionada pràcticament per Joseph només. L'àlbum compta amb el germà de Tyler Joseph, Zack Joseph, en la cançó Kitchen Sink i un conegut universitari de Tyler Joseph, Jocef, en Be Concerned.
El novembre del 2011, després de mesos cultivant una base de fans a la zona de Columbus a través de les xarxes socials i les gires recurrents, la banda va fer un concert al Newport Music Hall de Columbus amb totes les entrades venudes. Açò va atraure l'atenció d'alguns segells discogràfics. Durant aquell mateix any, el duet va regalar als seus fans dues cançons inèdites a través del seu butlletí de correu electrònic: la versió original de House of Gold i una cançó titulada Two. L'11 de febrer del 2012, el grup va estrenar el vídeo musical de Goner a Youtube.
Joseph i Dun es van embarcar en el Regional at Best Tour amb la banda de rock Challenger!, documentant-lo en una sèrie de vídeos pujats al canal de YouTube de Twenty One Pilots.

### 2012-2014: Signatura amb discogràfica gran iVessel
En abril de 2012, la banda va anunciar la signatura amb el segell discogràfic Fueled By Ramen, subsidiària d'Atlantic Records.

## Discografia
| Any                                                                                   | Álbum | Millor posició en les llistes | Millor posició en les llistes | Millor posició en les llistes |
| Any                                                                                   | Álbum | · USA                         | · USA · ALT                   | · USA · ROCK                  |
| ------------------------------------------------------------------------------------- | --- | ----------------------------- | ----------------------------- | ----------------------------- |
| 2009                                                                                  | Twenty One Pilots - Data de llançament: 29 de desembre de 2009 - Certificació: producció pròpia - Formats: CD, descàrrega digital - Qualificació de Allmusic: | —                             | —                             | —                             |
| 2011                                                                                  | Regional at Best - Data de llançament: 8 de juliol de 2011 - Certificació: producció pròpia - Formats: CD, descàrrega digital - Qualificació de Allmusic:     | —                             | —                             | —                             |
| 2013                                                                                  | Vessel - Data de llançament: 8 de gener de 2013 - Certificació: Fueled by Ramen - Formats: CD, descàrrega digital - Qualificació de Allmusic:                 | 58                            | 15                            | 10                            |
| 2015                                                                                  | Blurryface - Data de llançament: 17 de maig de 2015 - Qualificació de Allmusic:                                                                               | —                             | —                             | —                             |
| 2018                                                                                  | Trench - Data de llançament: 5 d'octubre de 2018 - Qualificació de Allmusic:                                                                                  | —                             | —                             | —                             |
| 2021                                                                                  | Scaled and Icy - Data de llançament: 21 de maig de 2021 - Qualificació de Allmusic:                                                                           | —                             | —                             | —                             |
| 2024                                                                                  | Clancy - Data de llançament: 24 de maig de 2024 - Certificació: Fueled by Ramen - Formats: CD, descàrrega digital - Qualificació de Allmusic:                 |                               |                               |                               |
| "—" indica que no va entrar en aquella llista o que no es va estrenar en aquest país. | |                               |                               |                               |